# Östergötlands runinskrifter 113
Östergötlands runinkrifter 113, Ög 113, eller Nykvarnsstenen, är en runsten som står rest vid Nykvarn i Linköping, efter att 1874 ha hittats i närheten vid Stångån.

## Stenen

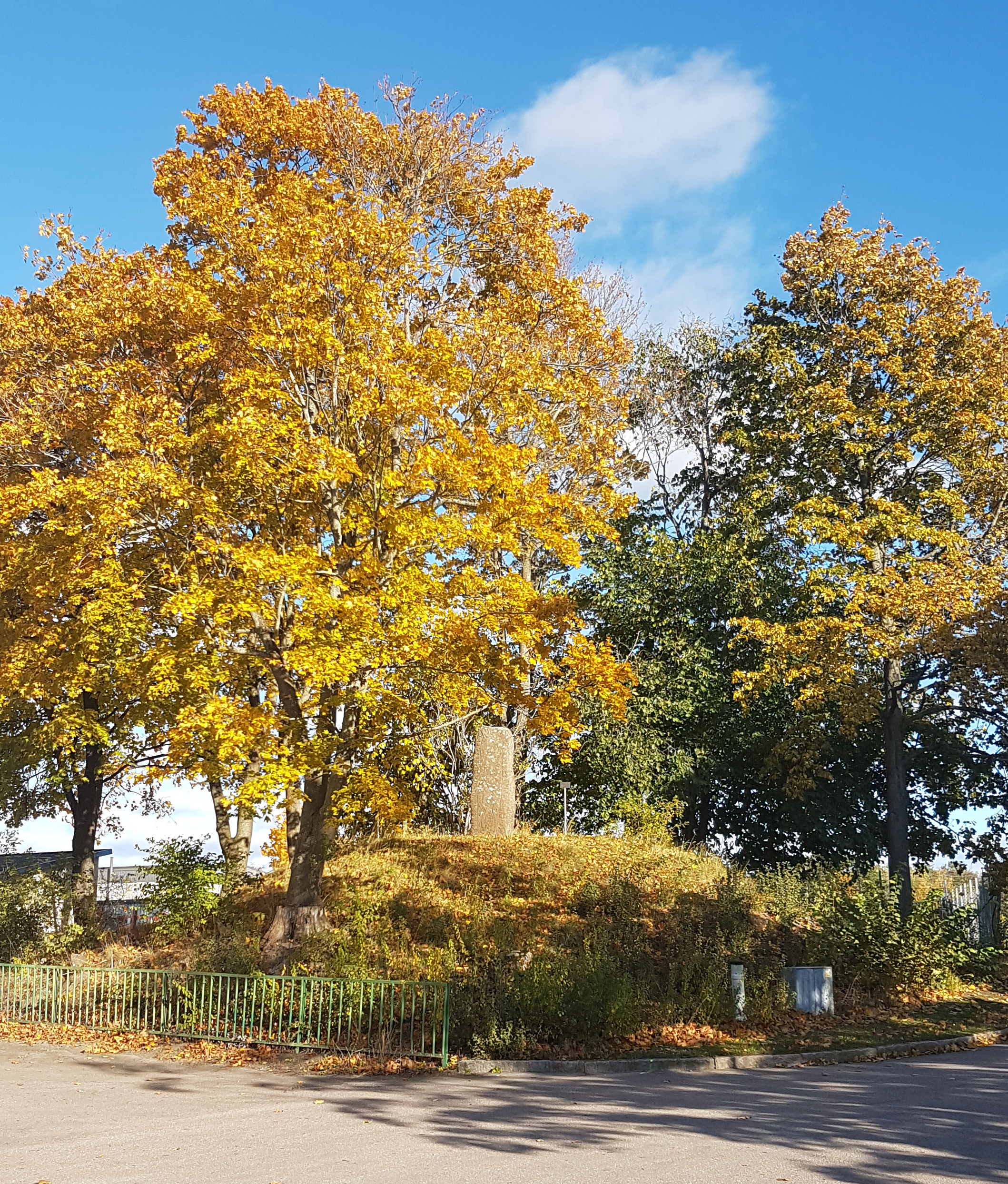
Ög 113 uppe på gravhögen.

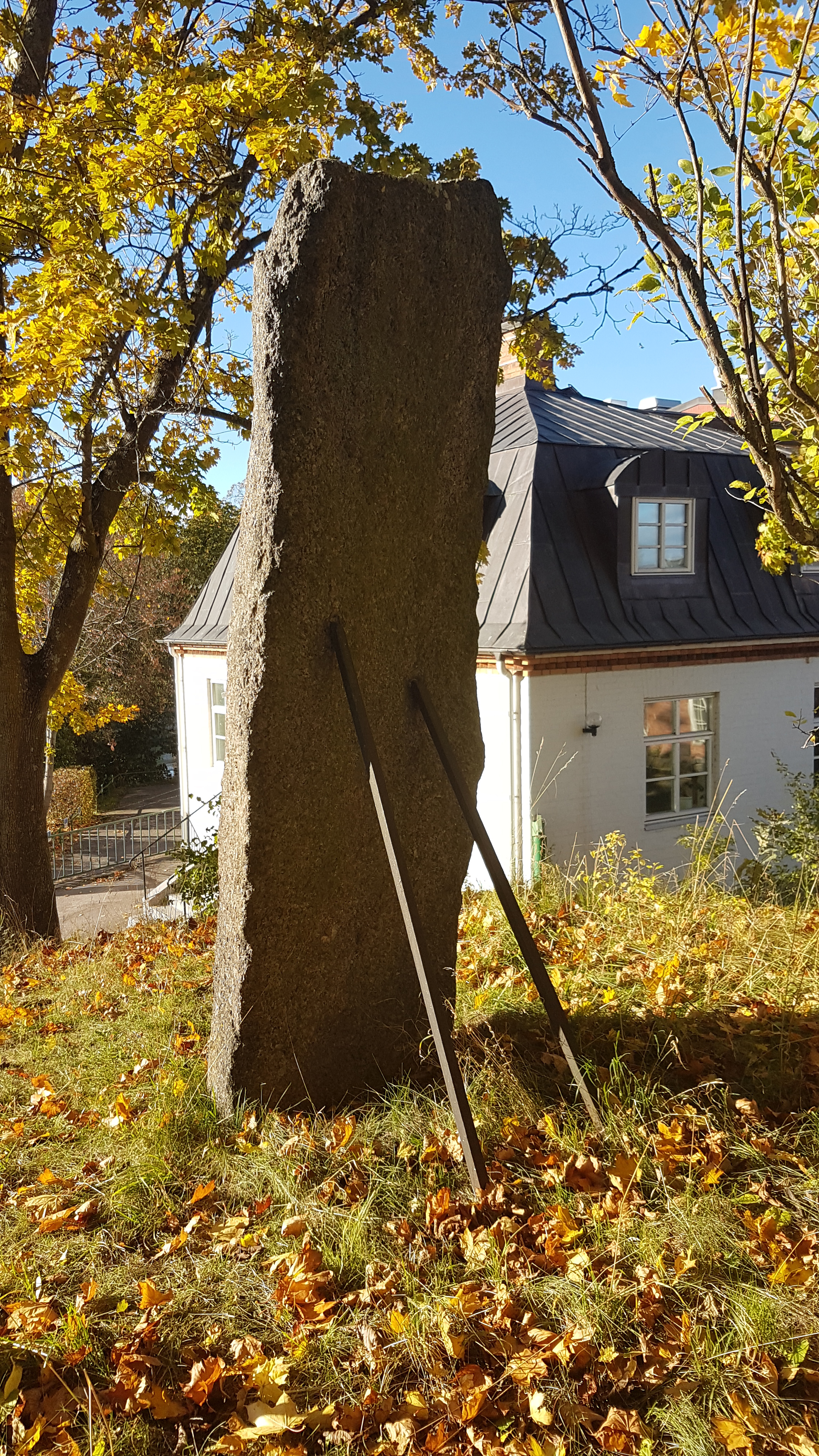
Ög 113 lutar kraftigt bakåt men stöds upp av två järnstag.

Runstenen står rest på en kulle omedelbart öster om bron över Stångån vid Nykvarn och norr om vägen.
Stenen består av granit. Den är 2,57 meter hög och bredden är 78 centimeter vid foten, 75 centimeter på mitten och 70 centimeter vid toppen. Runslingans bredd är som störst 15 centimeter. Stenens fot är avbruten, därför stöds stenen upp på baksidan med två järnstag som sattes dit 1874.
Runslingan har formen av en orm. Trots att stenen är av granit så har den en invecklad ornamentik i upphöjd relief, något som annars bara brukar förekomma på runstenar av kalksten.

## Inskriften
Translitterering av runraden:
: uerun : let : resa : sten : þena : eftiʀ : bofa : sun : sin : aouk : eftiʀ : eskerþi : totur sina kuþ : hiulbi : seol : þeʀa
Normalisering till runsvenska:
Værun let ræisa stæin þenna æftiʀ Bofa, sun sinn, ok æftiʀ Æsgærði, dottur sina. Guð hialpi sial þæiʀa.
Översättning till nusvenska:
Värun lät resa denna sten efter Bove, sin son, och efter Asgärd, sin dotter. Gud hjälpe deras själ!
Stenen är rest av en kvinna med det ovanlig namnet Värun efter hennes son och dotter. Fadern nämns inte, förmodligen har han redan varit avliden då stenen restes.

## Historia
Ög 113 återfanns i april 1874 på gården Kallerstads ägor. Stenen påträffades på Stångåns östra sida då man grävde grunden inför anläggandet av en ny byggnad för en pappersmassafabrik vid Nykvarn. Den låg strax under markytan norr om brofästet för den gamla Stångebro, på strandremsan mellan Stångån och en intilliggande bergskulle.
Intill den liggande stenen fanns också en avbruten del som ännu satt kvar i jorden. Stenen har alltså vid något tillfälle brustit vid jordfästet och fallit över. Det har förmodligen skett före 1600-talet eftersom stenen inte omnämns av någon av den tidens fornforskare.
När stenen hittades så var den utsatt för risker eftersom bergsprängning pågick vid arbetet i närheten, vilket redan skadat en av stenens kanter. Därför restes, genom Östergötlands fornminnes - och museiförenings försorg, stenen på en av de fem gravhögar som då fanns i närheten. Högen är tre meter hög och har en diameter på ungefär 20 meter och är numera den enda som återstår av vad som förmodligen ursprungligen varit ett gravfält. 1914 och 1923 framlades förslag om att flytta stenen till Trädgårdsföreningen, där man ansåg att den skulle tilldra sig mer uppmärksamhet. Stenen var vid den tiden svår att komma fram till eftersom den stod innanför staketet till en fabrikstomt och eftersom det var tät vegetation kring stenen. Situationen löstes istället genom att staketet flyttades innanför högen och att platsen ordnades upp.